# Trochulus montanus
Trochulus montanus är en snäckart som först beskrevs av S. Studer 1820.  Trochulus montanus ingår i släktet Trochulus, och familjen hedsnäckor. IUCN kategoriserar arten globalt som otillräckligt studerad. Arten förekommer tillfälligt i Sverige, men reproducerar sig inte.